# Zöhramlı
Zöhramlı (aussi Zokhramly et Zyugramli) est un village dans le district de Davachi en Azerbaïdjan. Le village fait partie de la municipalité de Pirəbədil (en).